# Titus Brandsma
Svatý Titus Brandsma, původním jménem Anno Sjoerd Brandsma (23. února 1881 Oegeklooster – 26. července 1942 Dachau) byl nizozemský římskokatolický kněz, oběť nacistického režimu.

## Život
Absolvoval františkánský seminář v Megenu, v roce 1898 vstoupil do karmelitánského kláštera v Boxmeeru a přijal řeholní jméno Titus na počest svého otce. V roce 1905 byl vysvěcen na kněze a v letech 1906 až 1909 studoval filozofii na Papežské univerzitě v Římě. Působil v Ossu jako učitel a novinář, v roce 1923 byl mezi prvními profesory nové katolické univerzity v Nijmegenu, roku 1932 se stal jejím rektorem. Ve své akademické činnosti se zabýval katolickým mysticismem, přeložil do nizozemštiny spisy svaté Terezie od Ježíše. Podílel se na sestavení nizozemské katolické encyklopedie, byl členem Fríské akademie, v roce 1939 mu královna udělila Řád nizozemského lva.
Již před válkou se angažoval v organizaci Comité van Waakzaamheid, varující před nebezpečím nacistické ideologie. Za německé okupace Nizozemska veřejně odsuzoval protižidovská nařízení a spolu s utrechtským arcibiskupem Johannem de Jongem sabotoval snahu okupantů o dohled nad katolickým tiskem. Dne 19. ledna 1942 byl zatčen za podvratnou činnost a v červnu téhož roku převezen do koncentračního tábora v Dachau, kde byl krátce nato zabit fenolovou injekcí do srdce.

## Úcta

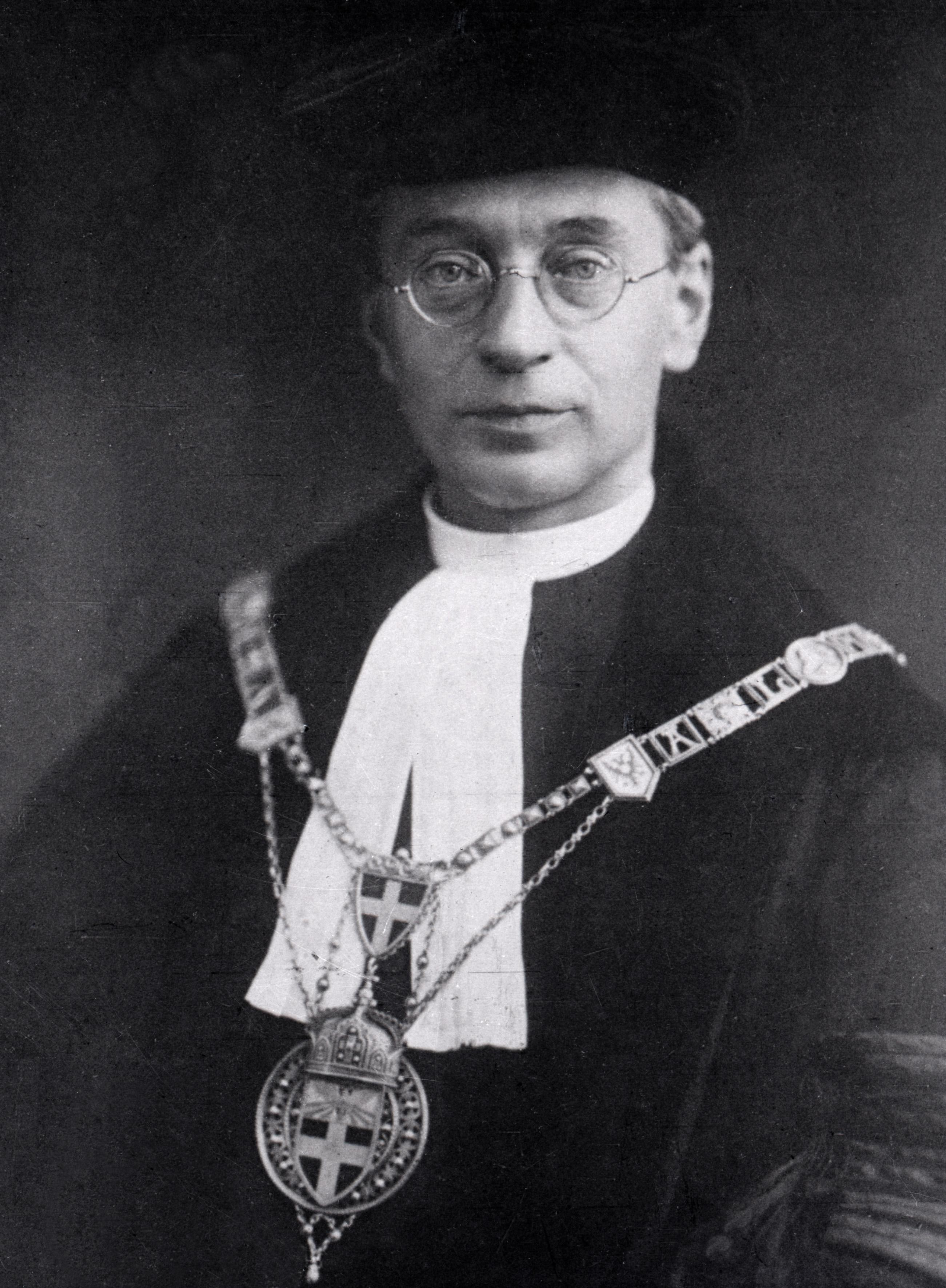
Fotografie sv. Tita Brandsmy z roku 1932

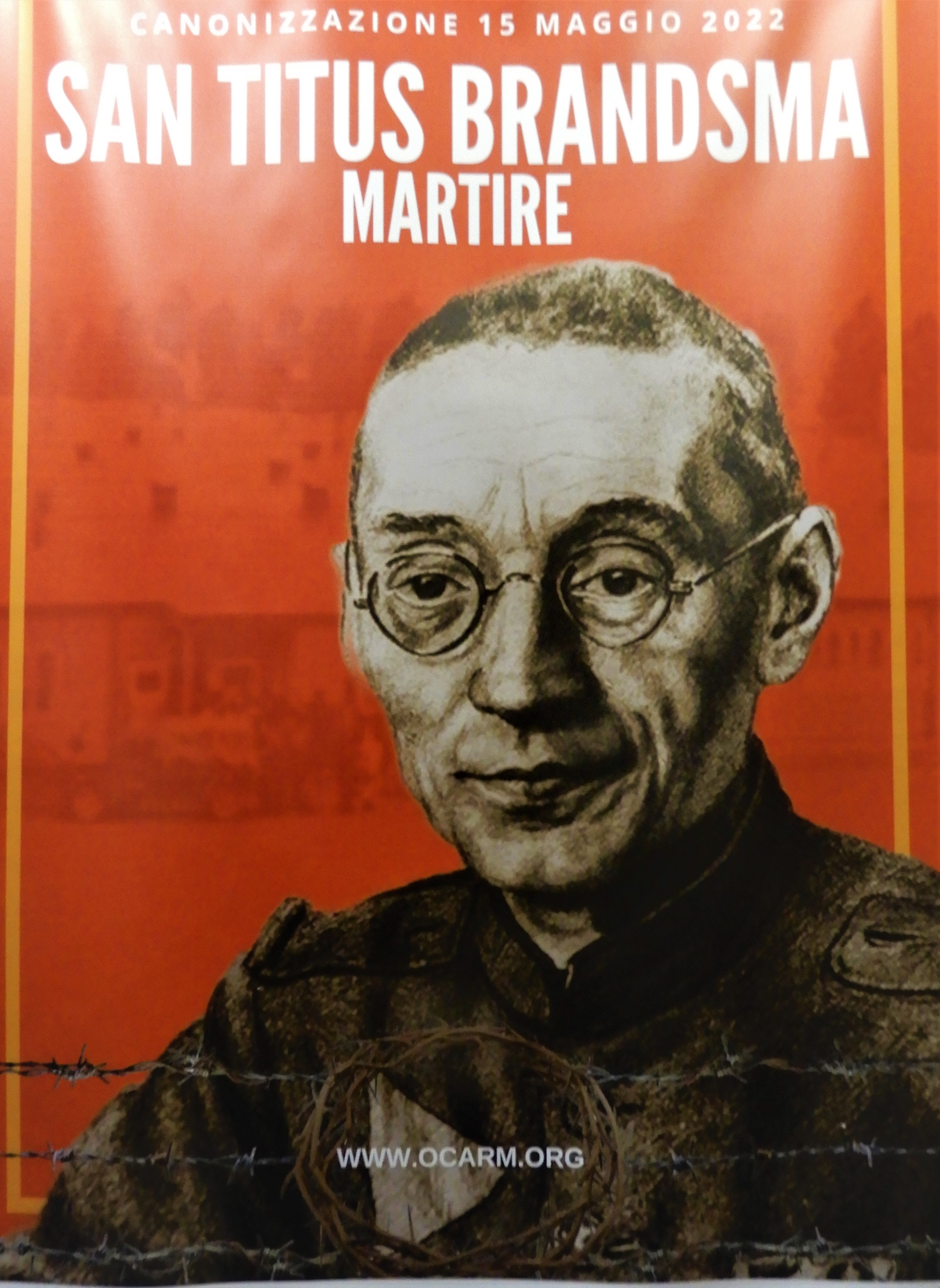
Plakát italských karmelitánů ke svatořečení Tita Brandsmy

- V roce 1982 mu byl posmrtně udělen Pamětní kříž nizozemského odboje
- Blahořečení: v roce 1985 ho papež sv. Jan Pavel II. prohlásil blahoslaveným s pamětním dnem 27. července.
- Svatořečení: 15. května 2022 ho papež František při pontifikální mši na Svatopetrském náměstí ve Vatikánu prohlásil svatým.
- V Nijmegenu sídlí Titus Brandsma Instituut a je mu zasvěcen místní kostel (do roku 2004 kostel sv. Josefa)
- v Bolswardu bylo otevřeno Brandsmovo muzeum. V Nizozemí je po něm pojmenována také několik škol a ulic. V televizní anketě Největší Nizozemec obsadil 42. místo. Za svého života byl aktivní v mezinárodním esperantském hnutí, je patronem Mezinárodního sdružení katolických esperantistů.
- V Římě v karmelitánském kostele Santa Maria della Scala mu je zasvěcen postranní oltář. Karmelitáni představili pravou podobu Tita Brandsmy jako mučedníka (tzv. vera effigies): ostříhaný neoholený vězeň v pruhované vězeňské košili.